# Кир'янов Микола Якович
Микола Якович Кир'янов (19 вересня 1940, село Ламбасручей, тепер Медвеж'єгорського району, Республіка Карелія, Російська Федерація) — радянський державний діяч, 1-й секретар Карельського республіканського комітету КПРС. Член ЦК КПРС у 1990—1991 роках. Народний депутат Верховної ради Карельської АРСР.

## Життєпис
З 1958 року працював слюсарем-складальником Онезького тракторного заводу Карельської АРСР.
У 1965 році закінчив Московський автомеханічний інститут.
У 1965—1968 роках — майстер, старший майстер, заступник начальника цеху, старший інженер-технолог відділу, начальник зміни Онезького тракторного заводу Карельської АРСР.
У 1968—1975 роках — інструктор, заступник завідувача відділу Карельського обласного комітету ВЛКСМ; 1-й секретар Петрозаводського міського комітету ВЛКСМ.
Член КПРС з 1970 року.
У 1975—1979 роках — секретар, 2-й секретар Ленінського районного комітету КПРС міста Петрозаводська.
У 1979 році закінчив Ленінградську Вищу партійну школу.
У 1979—1985 роках — 1-й секретар Пітк'ярантського районного комітету КПРС Карельської АРСР; завідувач відділу Карельського обласного комітету КПРС.
У 1985—1987 роках — генеральний директор науково-виробничого об'єднання «Петрозаводськпапірмаш» імені В. І. Леніна.
У 1987 — 30 листопада 1989 року — секретар Карельського обласного комітету КПРС.
30 листопада 1989 — 23 серпня 1991 року — 1-й секретар Карельського обласного (з 1990 року — республіканського) комітету КПРС.
Подальша доля невідома.